# Darling Harbour, New South Wales

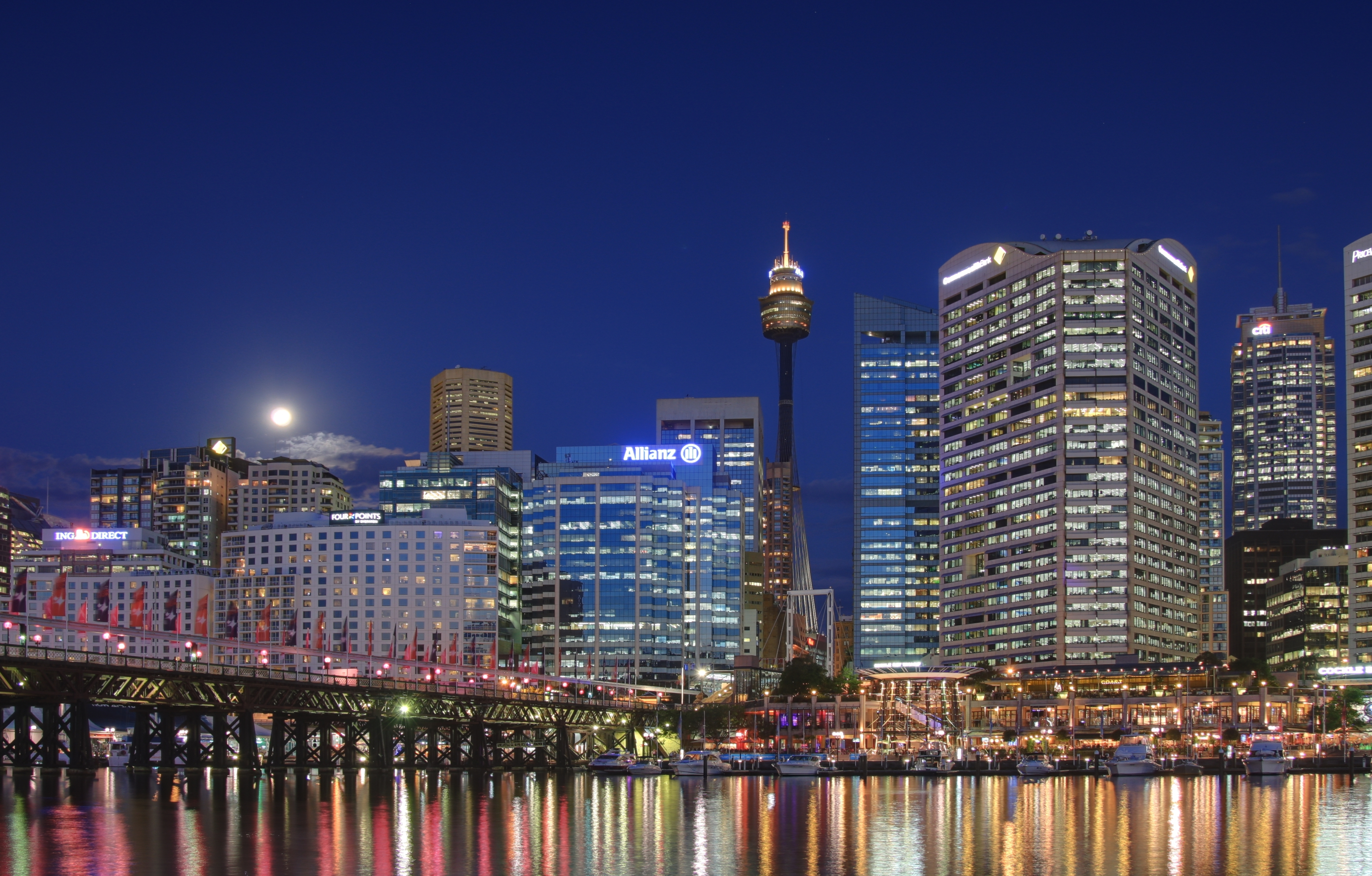
Darling Harbour noaptea.

Darling Harbour este o suburbie în Sydney, Australia.

## Poze din Darling Harbour

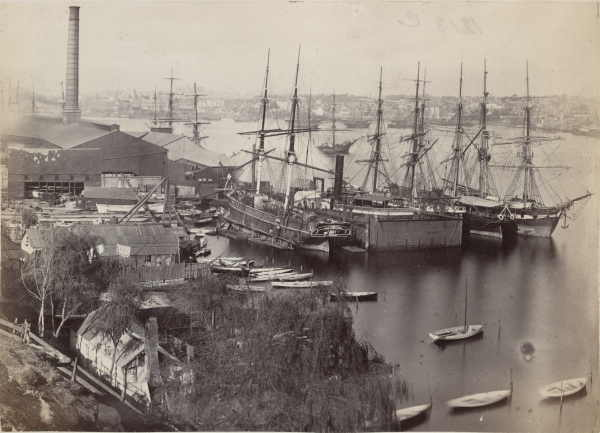
Darling Harbour în 1877.
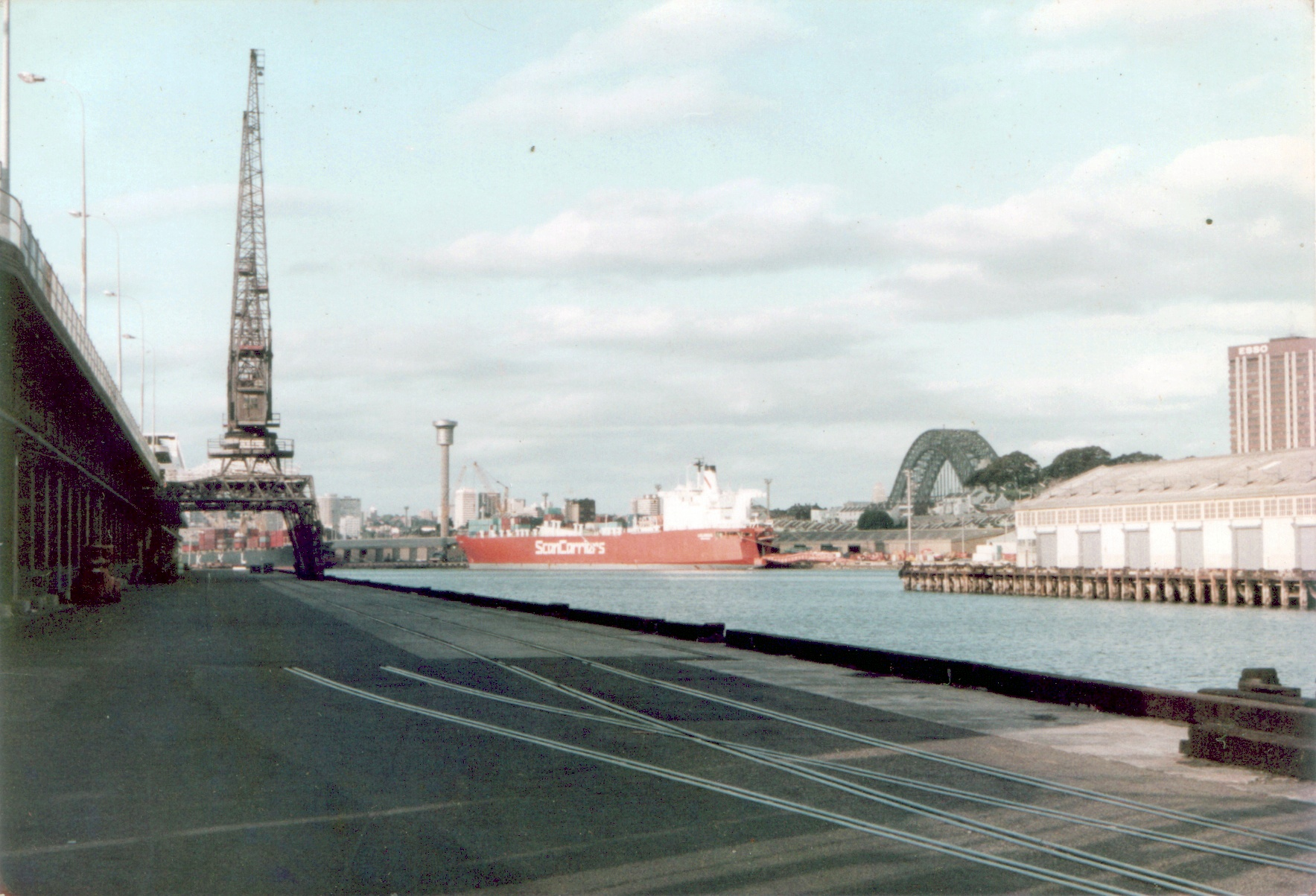
Darling Harbour ca port la începutul anilor 80.
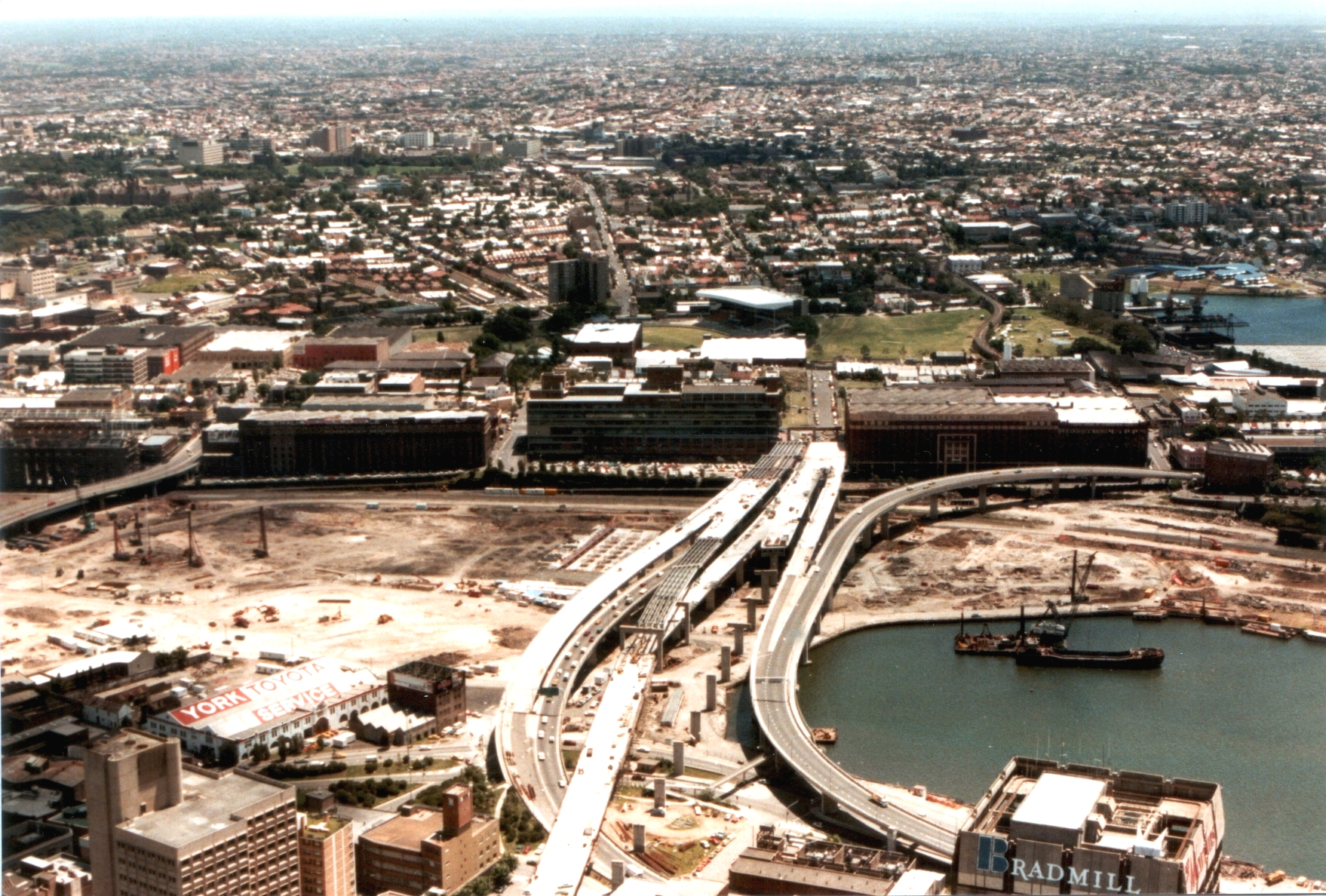
Darling Harbour şi autostrada Western Distributor şa începutul anilor 1980.
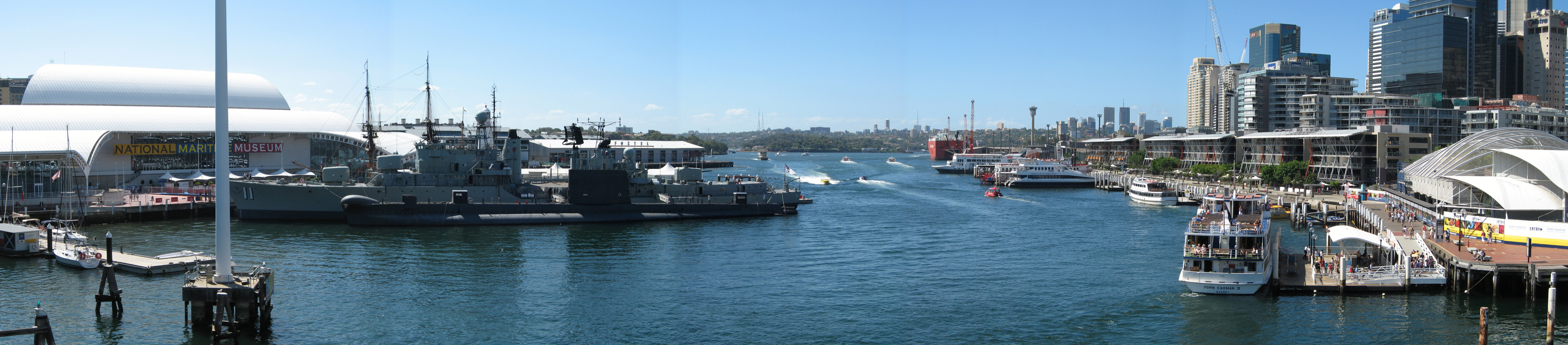
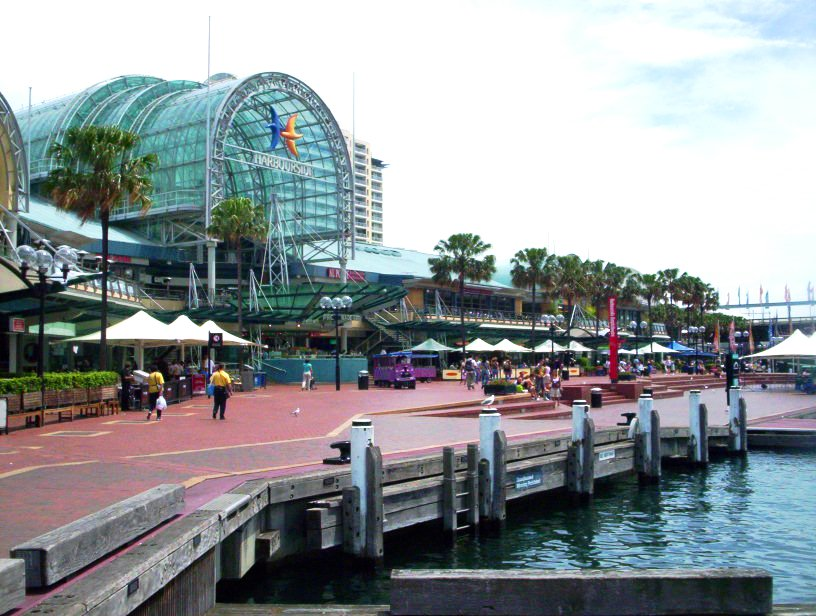
Darling Harbour - Harbourside complex.
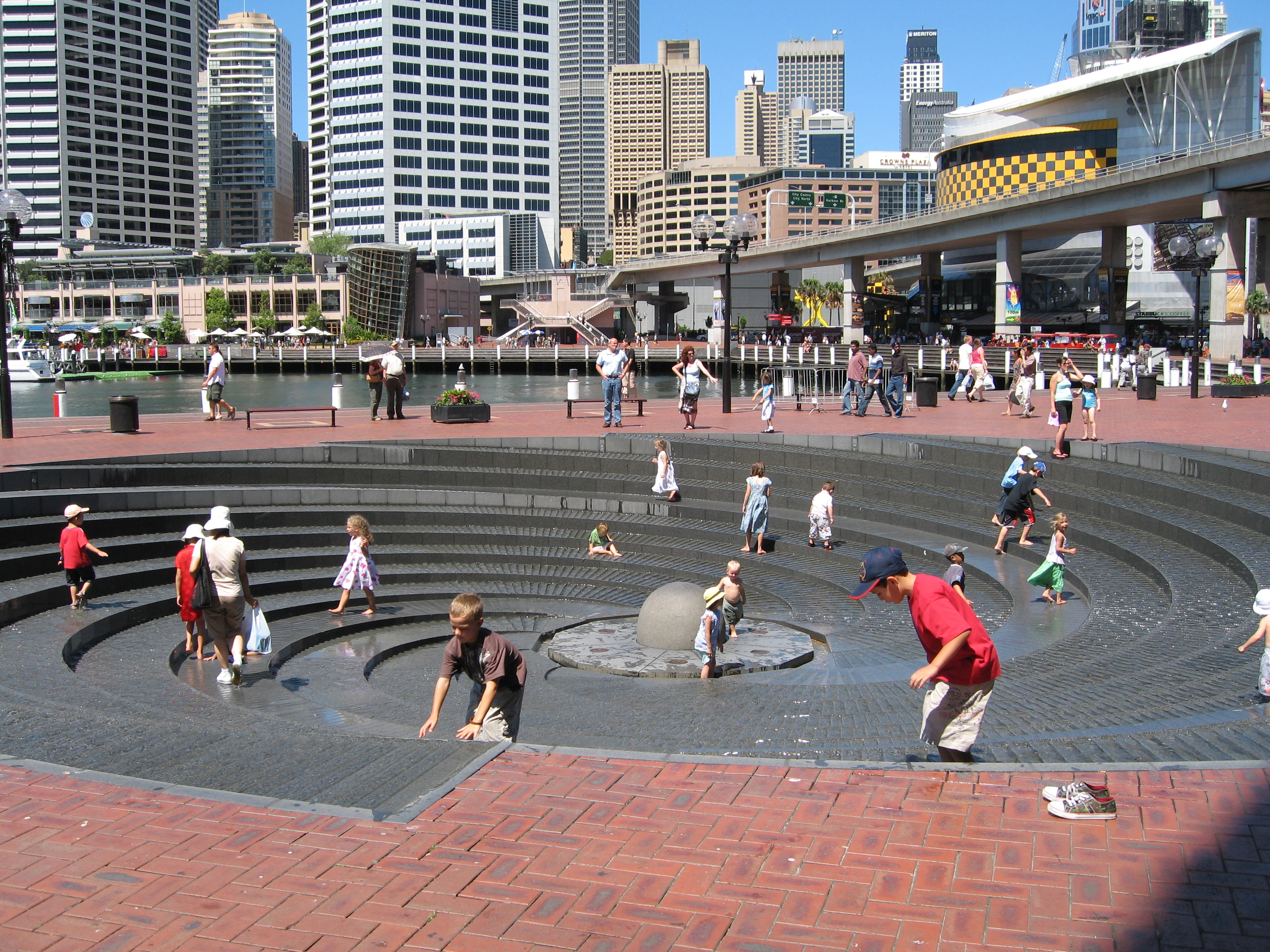
Spiral Fountain, Darling Harbour.
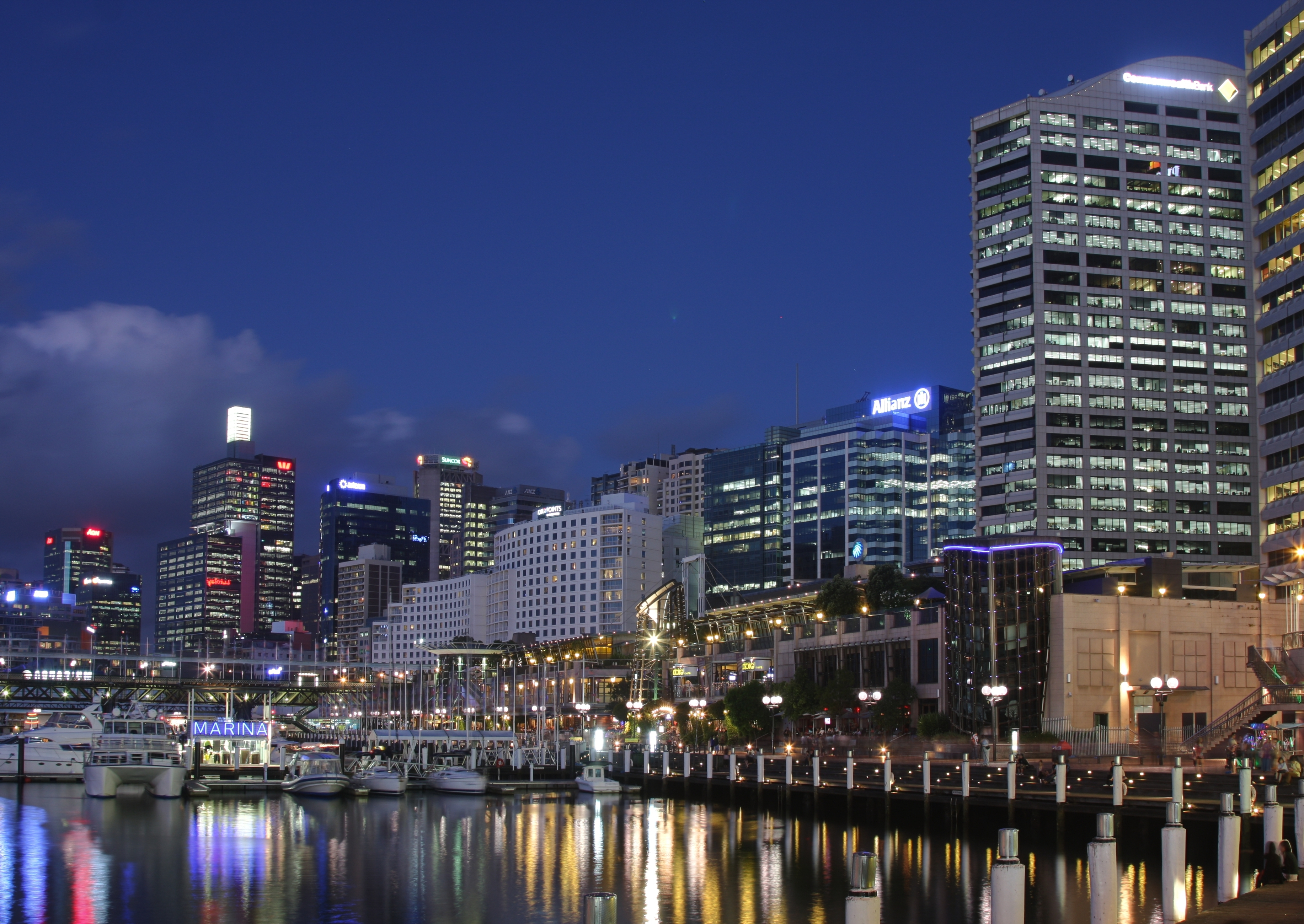
Darling Harbour cu podul Pyrmont Bridge in fundal.